# Prince du sang
Pour les articles homonymes, voir Prince.

Représentation héraldique de la couronne des Fils de France.

Représentation héraldique de la couronne des Princes du Sang de France.

Les princes et princesses du sang de France sont les princes et princesses issus légitimement par les mâles d'un petit-fils de France. En abrégé, on parle de princes du sang.

## Origine du terme de prince du sang de France
L'expression « prince du sang de France » ne fut officielle qu'avec un édit donné à Blois par Henri III en décembre 1576 qui leur accordait à tous la qualité de pairs de France dès leur naissance et le droit de précéder les autres pairs tant laïcs qu'ecclésiastiques en toutes cérémonies.
Par le même édit, le roi abolissait toute préséance entre les princes du sang et ordonnait qu'ils tiennent rang selon leur degré de consanguinité.
L'expression « prince du sang » apparut néanmoins au XVe siècle, pour qualifier les membres des lignages descendants de saint Louis qui appartiennent donc au lignage royal français et sont aptes à succéder à la Couronne en cas d'extinction de la famille royale, c'est-à-dire du roi, de ses fils, et des fils de ses fils. Elle succéda aux expressions « princes des fleurs de lys » et « princes du sang de France ».
Les princes du sang étaient aptes à occuper le trône en cas d'extinction de la famille royale. C'est ce qui se produisit à trois reprises : en 1498 (avènement des Orléans avec Louis XII), en 1515 (avènement du deuxième rameau Orléans avec François Ier) et en 1589 (avènement des Bourbons avec Henri IV). En revanche, Philippe VI qui succéda à Charles IV et fut le premier Valois n'était pas un prince du sang mais un petit-fils de France au moment de son accession au trône (encore que ces distinctions et l'expression de prince du sang soient postérieures à cet événement).
Au début de la Restauration, le duc d'Orléans protesta contre le fait que la Charte de 1814 et le roi Louis XVIII distinguent les princes du sang de la famille royale, cette dernière n'étant composée que du roi de France, des enfants et petits-enfants de France ; selon lui, cette distinction de la Maison de France en plusieurs familles était une innovation qui n'existait pas sous l'Ancien Régime.

## Patronyme des princes du sang de France
Les princes et princesses du sang portaient généralement comme patronyme le nom du fief principal de leur apanage comme le petit-fils de France dont ils étaient issus. Ainsi, les enfants de Charles de France, duc de Berry, portèrent-ils pour patronyme de Berry et non de France.

## Prédicat des princes du sang de France
Les princes du Sang de France étaient altesses sérénissimes. Charles X, au lendemain de la mort de Louis XVIII et afin de s'attacher la fidélité de son cousin Louis-Philippe d'Orléans, attribua aux membres de la famille de ce dernier le prédicat d'altesse royale par décision du 21 septembre 1824, publiée dans le Moniteur universel du 22 septembre 1824.

## Titre de premier prince du sang de France
Premier prince du sang est un titre officiel de l'ancienne monarchie française à partir de 1527. Il était attribué, par le Roi, au prince du sang situé juste après les fils de France et les petits-fils de France, selon l'ordre dynastique prévu par les lois fondamentales du royaume de France.
La branche des Bourbon-Condé le porta jusqu'à la mort d'Henri-Jules de Bourbon-Condé en 1709. Ce dernier ne descendant pas de Louis XIII mais seulement de saint Louis, il aurait pu perdre ce titre le 4 août 1703 au profit du duc de Chartres (premier arrière-petit-fils de Louis XIII qui ne soit pas fils de France), mais Louis XIV n'attribua le titre au duc de Chartres (fils du futur régent de France) qu'en 1709. Ensuite, le titre continue d'être conféré aux ducs d'Orléans descendants du Régent, jusqu'à l'avènement de Louis-Philippe en 1830. Toutefois, ne descendant pas, en ligne agnatique, de Louis XIV mais seulement de Louis XIII, Louis d'Orléans aurait pu perdre le titre le 13 juin 1747 au profit de Philippe de Bourbon, duc de Calabre (premier arrière-petit-fils du Grand Dauphin qui ne soit pas fils de France). Louis XV laisse néanmoins le titre de premier prince du sang à Louis d'Orléans (1703-1752). Le titre reste ensuite à l'aîné des Orléans. La maison d'Orléans le porte jusqu'en 1830, date à laquelle Louis Philippe d'Orléans devient roi. Ce dernier ne descendant pas de Louis XV mais seulement de Louis XIII, il aurait pu perdre le titre le 29 septembre 1820 au profit d'Henri d'Artois, duc de Bordeaux (premier arrière-petit-fils du dauphin Louis (1729-1765) qui ne soit pas fils de France). Louis XVIII laisse néanmoins le titre de premier prince du sang à Louis Philippe d'Orléans (1773-1850) — qui le porte jusqu'à son règne — et titre le duc de Bordeaux, petit-fils de France dès sa naissance, bien qu'il ne soit que prince du sang au regard de son rang dynastique.

### Titres de «Monsieur le Prince» et de «Monsieur le Duc»
Quand le premier prince du sang était le prince de Condé, il avait le droit à l'appellation spécifique de « Monsieur le Prince », son fils étant appelé « Monsieur le Duc ». Quand le titre de Premier prince du sang passa à la Maison d'Orléans, avec la mort du Prince de Condé, le nouveau prince de Condé abandonna le titre de « Monsieur le Prince », mais son fils aîné conserva l'appellation de « Monsieur le Duc ». Quant aux ducs d'Orléans, premiers princes du sang, ils ne prirent pas l'appellation de « Monsieur le Prince ».
Bien que le comte de Soissons, cousin d'Henri IV de France, puis ses descendants, se fussent fait appeler « Monsieur le Comte », il ne s'agissait que d'une appellation honorifique, et non un titre.

### Droit d'«avoir le Pour»
Lorsque la Cour se déplaçait dans les palais royaux, les princes de sang ou légitimés, et quelques importants seigneurs proches du roi, bénéficiaient du droit d'« avoir le Pour », que les fourriers des logis royaux inscrivaient à la craie sur la porte des appartements qui leur étaient destinés dans le château de villégiature. Ici on inscrivait « Pour Monsieur », là « Pour Monsieur le Prince », là encore « Pour Monsieur le Duc de N... ». À l'arrivée de leurs « maisons » particulières, avec meubles et effets, l'appartement désigné était investi, meublé, rangé afin que tout soit prêt lorsqu'ils arriveraient avec la Cour. Les autres, sans ce droit, s'installaient où ils pouvaient dans le reste des bâtiments, le temps du séjour.

## Lignages de princes du sang de France
Ces diverses branches légitimes ont été étudiées par les légistes du roi dès le XVIe siècle et leurs généalogies imprimées dans la notable Histoire généalogique de la maison royale de la France et des grands officiers de la couronne du Père Anselme à partir de 1674. Les familles de princes du Sang furent nombreuses mais la plupart sont aujourd'hui éteintes en ligne légitime.
Les lignages de princes du Sang sont au XVIe siècle : 
- Valois :
  - ducs d'Alençon branche éteinte en 1525
  - ducs d'Orléans, qui accèdent au trône en 1498
    - comtes d'Angoulême, qui accèdent au trône en 1515
- Bourbons : 
  - ducs de Bourbon, branche éteinte en 1503
    - comtes de Montpensier, branche éteinte en 1527

  - ducs de Vendôme, qui accède au trône en 1589
    - ducs d'Orléans
    - comtes de Saint-Pol éteints en 1546
    - princes de Condé, branche éteinte en 1830
      - princes de Conti, branche éteinte en 1814

    - ducs de Montpensier éteints en 1608

## Liste des princes du sang en1589
| Princes du sang | Princes du sang | Princes du sang                                                        |
| Armoiries       | Portrait        | Nom                                                                    |
| --------------- | --------------- | ---------------------------------------------------------------------- |
|                 |                 | Charles de Bourbon (1523-1590), cardinal de Bourbon.                   |
|                 |                 | Henri de Bourbon (1588-1646), prince de Condé petit-neveu du précédent |
|                 |                 | François de Bourbon (1558-1614), prince de Conti oncle du précédent    |
|                 |                 | Charles de Bourbon (1562-1594), cardinal de Vendôme frère du précédent |
|                 |                 | Charles de Bourbon (1566-1612), comte de Soissons frère du précédent   |
|                 |                 | François de Bourbon (1542-1592), duc de Montpensier                    |
|                 |                 | Henri de Bourbon (1573-1608) fils du précédent.                        |

## Liste des princes du sang en 1610
| Fils de France  | Fils de France | Fils de France                                                        |
| Armoiries       | Portrait       | Nom                                                                   |
| --------------- | -------------- | --------------------------------------------------------------------- |
|                 |                | Monsieur (1607-1611), duc d'Orléans                                   |
|                 |                | Gaston (1608-1660)                                                    |
| Princes du sang |                |                                                                       |
| Armoiries       | Portrait       | Nom                                                                   |
|                 |                | Henri de Bourbon (1588-1646), prince de Condé, premier prince du sang |
|                 |                | François de Bourbon (1558-1614), prince de Conti oncle du précédent   |
|                 |                | Charles de Bourbon (1566-1612), comte de Soissons frère du précédent  |
|                 |                | Louis de Bourbon-Soissons (1604-1641) fils du précédent               |

## Liste des princes du sang en 1643
| Fils de France  | Fils de France | Fils de France                                                        |
| Armoiries       | Portrait       | Nom                                                                   |
| --------------- | -------------- | --------------------------------------------------------------------- |
|                 |                | Philippe (1640-1701), duc d'Anjou puis duc d'Orléans                  |
|                 |                | Gaston (1608-1660), duc d'Orléans                                     |
| Princes du sang |                |                                                                       |
| Armoiries       | Portrait       | Nom                                                                   |
|                 |                | Henri de Bourbon (1588-1646), prince de Condé, premier prince du sang |
|                 |                | Louis de Bourbon (1621-1686), duc d'Enghien fils du précédent         |
|                 |                | Armand de Bourbon (1629-1666), prince de Conti frère du précédent     |

## Liste des princes du sang en 1715
| Fils de France autre que le dauphin                                          | Fils de France autre que le dauphin | Fils de France autre que le dauphin                                                     |
| Armoiries                                                                    | Portrait                            | Nom                                                                                     |
| ---------------------------------------------------------------------------- | ----------------------------------- | --------------------------------------------------------------------------------------- |
|                                                                              |                                     | Philippe V (1683-1746), roi d'Espagne                                                   |
| Petits-fils de France                                                        |                                     |                                                                                         |
| Armoiries                                                                    | Portrait                            | Nom                                                                                     |
|                                                                              |                                     | Philippe d'Orléans (1674-1723), duc d'Orléans                                           |
| Princes du sang                                                              |                                     |                                                                                         |
| Armoiries                                                                    | Portrait                            | Nom                                                                                     |
|                                                                              |                                     | Louis d'Orléans (1703-1752), duc de Chartres puis duc d'Orléans, premier prince du sang |
|                                                                              |                                     | Louis de Bourbon-Condé (1692-1740), duc de Bourbon, prince de Condé                     |
|                                                                              |                                     | Charles de Bourbon (1700-1760), comte de Charolais frère du précédent                   |
|                                                                              |                                     | Louis de Bourbon (1709-1771), comte de Clermont frère du précédent                      |
|                                                                              |                                     | Louis Armand de Bourbon (1695-1727), prince de Conti                                    |
| Autres descendants agnatiques du roi Louis VI, se qualifiant princes du sang |                                     |                                                                                         |
| Armoiries                                                                    | Portrait                            | Nom                                                                                     |
|                                                                              |                                     | Louis Charles de Courtenay (1640-1723), prince de Courtenay                             |
|                                                                              |                                     | Charles Roger de Courtenay (1671-1730), prince de Courtenay                             |
|                                                                              |                                     | Roger de Courtenay (1647-1733), prince de Courtenay                                     |

## Liste des princes du sang en 1774
| Fils de France autres que le dauphin                                    | Fils de France autres que le dauphin | Fils de France autres que le dauphin |
| Armoiries                                                               | Portrait                             | Nom |
| ----------------------------------------------------------------------- | ------------------------------------ | --- |
|                                                                         |                                      | Louis Stanislas Xavier de France (1755-1824), comte de Provence |
|                                                                         |                                      | Charles Philippe de France (1757-1836), comte d'Artois |
| Petits-fils de France et autres descendants agnatiques du roi Louis XIV |                                      | |
| Armoiries                                                               | Portrait                             | Nom |
|                                                                         |                                      | Viennent ensuite le roi d'Espagne, Charles III (petit-fils de France), le duc de Calabre, le prince Charles et l'infant Charles († le 7 mars 1774), le roi de Naples et de Sicile, Ferdinand, les infants Gabriel et Antoine, le duc Ferdinand Ier et le prince héréditaire de Parme, et l'infant Louis-Antoine (petit-fils de France). |
| Princes du sang                                                         |                                      | |
| Armoiries                                                               | Portrait                             | Nom |
|                                                                         |                                      | Louis Philippe d'Orléans (1725-1785), duc d'Orléans, premier prince du sang |
|                                                                         |                                      | Louis Philippe II d'Orléans (1749-1793), duc de Chartres fils du précédent |
|                                                                         |                                      | Louis Philippe III d'Orléans (1773-1850), duc de Valois fils du précédent |
|                                                                         |                                      | Louis V Joseph de Bourbon (1736-1818), prince de Condé. |
|                                                                         |                                      | Louis VI Henri de Bourbon (1756-1830), duc de Bourbon fils du précédent |
|                                                                         |                                      | Louis Antoine de Bourbon (1772-1804), duc d'Enghien fils du précédent |
|                                                                         |                                      | Louis François de Bourbon (1717-1776), prince de Conti |
|                                                                         |                                      | Louis François Joseph de Bourbon (1734-1814), comte de La Marche fils du précédent |

## Liste des princes du sang en1789
| Fils de France autres que ceux du roi Louis XVI                                          | Fils de France autres que ceux du roi Louis XVI | Fils de France autres que ceux du roi Louis XVI |
| Armoiries                                                                                | Portrait                                        | Nom |
| ---------------------------------------------------------------------------------------- | ----------------------------------------------- | --- |
|                                                                                          |                                                 | Louis Stanislas Xavier de France (1755-1824), comte de Provence |
|                                                                                          |                                                 | Charles Philippe de France (1757-1836), comte d'Artois |
| Petits-fils de France et autres descendants agnatiques du roi Louis XIV[réf. nécessaire] |                                                 | |
| Armoiries                                                                                | Portrait                                        | Nom |
|                                                                                          |                                                 | Viennent ensuite les petits-fils de France, Louis-Antoine (duc d'Angoulême) et Charles-Ferdinand d'Artois (duc de Berry), puis le roi d'Espagne, Charles IV, le prince Ferdinand et l'infant Charles, le roi Ferdinand et le prince royal de Naples et de Sicile et ses infants Janvier et Charles († tous deux le 2 janvier 1789), Gabriel d'Espagne et Pierre-Charles, le duc Ferdinand Ier et le prince héréditaire de Parme, et Louis Marie de Vallabriga (depuis, de Bourbon).[réf. nécessaire] |
| Princes du sang                                                                          |                                                 | |
| Armoiries                                                                                | Portrait                                        | Nom |
|                                                                                          |                                                 | Louis Philippe II d'Orléans (1749-1793), duc d'Orléans, premier prince du sang |
|                                                                                          |                                                 | Louis Philippe III d'Orléans (1773-1850), duc de Chartres, futur duc d'Orléans et roi des Français fils du précédent |
|                                                                                          |                                                 | Louis Antoine Philippe d'Orléans (1775-1807), duc de Montpensier frère du précédent |
|                                                                                          |                                                 | Louis Charles d'Orléans (1779-1808), comte de Beaujolais frère du précédent |
|                                                                                          |                                                 | Louis V Joseph de Bourbon (1736-1818), prince de Condé. |
|                                                                                          |                                                 | Louis VI Henri de Bourbon (1756-1830), duc de Bourbon, futur prince de Condé fils du précédent |
|                                                                                          |                                                 | Louis Antoine de Bourbon (1772-1804), duc d'Enghien fils du précédent et de Louise Marie Thérèse Bathilde d'Orléans, sœur de Louis Philippe II d'Orléans |
|                                                                                          |                                                 | Louis François Joseph de Bourbon (1734-1814), prince de Conti fils de Louise d'Orléans, grand-tante de Louis Philippe II d'Orléans |